# ADAC Formel Masters
Le championnat ADAC Formel Masters était un championnat de course automobile utilisant des monoplaces Dallara à moteur Volkswagen 1.6 FSI. Il est organisé par l'ADAC, et se déroule souvent en support des ADAC GT Masters. Il devient le championnat d'Allemagne de Formule 4 en 2015.

## Palmarès

### Pilotes
| Année | Champion           | Équipe du champion           |
| ----- | ------------------ | ---------------------------- |
| 2008  | Armando Parente    | URD Motorsport               |
| 2009  | Daniel Abt         | Team Abt Sportsline          |
| 2010  | Richie Stanaway    | ma-con Motorsport            |
| 2011  | Pascal Wehrlein    | Motopark Academy             |
| 2012  | Marvin Kirchhöfer  | Motopark Academy             |
| 2013  | Alessio Picariello | ADAC Berlin-Brandenburg e.V. |
| 2014  | Mikkel Jensen      | Neuhauser Racing Team        |

### Équipes
| Année | Vainqueur                    | Pilotes                                                                           |
| ----- | ---------------------------- | --------------------------------------------------------------------------------- |
| 2008  | URD Motorsport               | Nico Monien Armando Parente                                                       |
| 2009  | Team Abt Sportsline          | Daniel Abt René Binder                                                            |
| 2010  | ma-con Motorsport            | Richie Stanaway William Vermont Mario Farnbacher Christina Nielsen                |
| 2011  | Motopark Academy             | Mario Farnbacher Sheban Siddiqi Kean Kristensen Artem Markelov Emil Bernstorff    |
| 2012  | Motopark Academy             | Marvin Kirchhöfer Indy Dontje Jeffrey Schmidt                                     |
| 2013  | ADAC Berlin-Brandenburg e.V. | Maximilian Günther Kim-Luis Schramm Hendrik Grapp Giorgio Magg Alessio Picariello |
| 2014  | Neuhauser Racing Team        | Tim Zimmermann Mikkel Jensen                                                      |